# Département Mont-Terrible

Département Mont-Terrible

Das Département Mont-Terrible war ein von 1793 bis 1800 zum zentralistischen System der Ersten Französischen Republik gehörendes Département, das heute mehrheitlich auf dem Territorium der Kantone Bern, Jura und Basel-Landschaft in der Schweiz liegt. 

## Geschichte
Das Département entstand am 23. März 1793 durch die vom Nationalkonvent beschlossene Annexion der Raurakischen Republik, die erst vier Monate zuvor aus dem aufgelösten Fürstbistum Basel gebildet worden war. Die Bezeichnung des Départements leitet sich vom Mont Terri (Pultberg) südlich von Cornol in der Ajoie ab. Das Gebiet umfasste den nördlichen Teil des bisherigen Fürstbistums und war katholisch geprägt. Während Porrentruy Hauptort (préfecture) des Départements war, befand sich die militärische Führung in Delémont. Nicht dem Département zugeschlagene Territorien waren die rechtsrheinische Landvogtei Schliengen sowie das solothurnische Leimental und Kleinlützel.
Ebenfalls 1793 annektierte Frankreich die württembergische Grafschaft Montbéliard, die zunächst administrativ ab dem 15. Oktober 1793 an das Département Haute-Saône angeschlossen wurde. Herzog Friedrich Eugen fand sich endgültig erst drei Jahre später mit dem Verlust ab, als er am 22. August 1796 den Vertrag von Paris unterzeichnete und als Entschädigung Gebiete im süddeutschen Raum zugesprochen erhielt. Die lutherischen Einwohner der ehemaligen Grafschaft wollten zum Département Mont-Terrible gehören und am 1. Ventôse des Jahres V (19. Februar 1797) wurde Montbéliard in das Département Mont-Terrible inkorporiert. Am 1. März 1797 wurden die zwischenzeitlich entstandenen Kantone Audincourt, Désandans und Montbéliard dem Wunsch der Bevölkerung entsprechend umgeteilt. Das Département hatte nun eine grössere und zwei kleine Exklaven und etwa 55.000 Einwohner.
Nach dem Frieden von Campo Formio wurden am 30. Frimaire des Jahres VI (20. Dezember 1797) die formell noch nicht annektierten, überwiegend reformierten Territorien des Fürstbistums Basel dem Département Mont-Terrible zugeteilt. Dies betraf das Gebiet der Propstei Moutier-Grandval, die Herrschaften Diesse, Erguel und Orvin sowie die Stadt La Neuveville. Schliesslich schloss sich am 24. Pluviôse des Jahres VI (13. Februar 1798) auch die Stadt Biel an.
Das Französische Konsulat erliess am 17. Februar 1800 ein Gesetz zur Auflösung des als zu klein empfundenen Département Mont-Terrible (mit etwa 110.000 Hektar war es deutlich kleiner als der Départementsdurchschnitt von 360.000 ha) und schlug dessen Territorium dem Département Haut-Rhin zu. Durch Beschluss des Wiener Kongresses vom 20. März 1815 gelangte das Gebiet (mit Ausnahme der Exklaven um Montbéliard) an die Schweizer Kantone Bern und Basel. Formalisiert wurde dies durch die Vereinigungsurkunden vom 23. November 1815.

## Einwohnerzahlen
Im Jahr 1797 hatte das Département 77.045 Einwohner, die sich wie folgt verteilten:
- 61.589 Einwohner im früheren Fürstbistum Basel, davon:

- 39.775 Einwohner im ehemals reichszugehörigen Teil des Bistums
- 21.814 Einwohner im ehemals schweizerischen Anteil des Bistums

- 15.456 Einwohner in der früheren Grafschaft Montbéliard

## Territoriale Gliederung
Das Département Mont-Terrible war wie folgt in Distrikte und Kantone unterteilt:
Distrikt Delémont (übergeordnete Verwaltungseinheit, 1795 aufgelöst):
- Kanton Biel (ab 1797/98)
- Kanton Courtelary (ab 1797)
- Kanton Delémont
- Kanton Glovelier
- Kanton La Neuveville (ab 1797)
- Kanton Laufen
- Kanton Malleray (ab 1797)
- Kanton Moutier (ab 1797)
- Kanton Reinach
- Kanton Vicques

Distrikt Montbéliard (informelle übergeordnete Verwaltungseinheit, 1795 aufgelöst):
- Kanton Audincourt
- Kanton Désandans
- Kanton Montbéliard

Distrikt Porrentruy (übergeordnete Verwaltungseinheit, 1795 aufgelöst):
- Kanton Chevenez
- Kanton Coeuve
- Kanton Cornol
- Kanton Epauvillers
- Kanton Porrentruy
- Kanton Saint-Brais
- Kanton Saint-Ursanne
- Kanton Saignelégier